# Århundradets fight
Århundradets fight (engelska: Toby Tortoise Returns) är en amerikansk animerad kortfilm från 1936. Filmen ingår i Silly Symphonies-serien.

## Handling
Max Hare ska möta Tobias Sköldpadda i en boxningsmatch.

## Om filmen
Filmen är en uppföljare till filmen Sköldpaddan och haren som utkom 1936.

### Svensk distribution
Filmen hade svensk premiär den 3 maj 1937 och visades på biografen Spegeln i Stockholm.
Filmen har haft flera svenska titlar genom åren. Vid biopremiären 1937 gick den under titeln Århundradets fight. Alternativa titlar till filmen är Sköldpaddan och haren boxas och Sköldpaddan slår till igen.
Filmen har givits ut på DVD och finns dubbad till svenska.

## Rollista
| Roll              | Originalröst     | Svensk röst     |
| Tobias Sköldpadda | Eddie Holden     | Roger Storm     |
| Max Hare          | Ned Norton       | Bertil Engh     |
| Jenny             | Martha Wentworth | Monica Forsberg |